# Monteverdi-Chor Hamburg
Der Monteverdi-Chor Hamburg ist ein bekannter deutscher Konzertchor, der unter seinem Gründer und langjährigen Leiter Jürgen Jürgens durch richtungweisende Schallplattenaufnahmen und Wettbewerbspreise international bekannt wurde.
Von 1994 bis 2018 war der Leipziger Dirigent Gothart Stier künstlerischer Leiter des Chores, der nun von Antonius Adamske geleitet wird.

## Geschichte
Der Monteverdi-Chor Hamburg wurde im Jahre 1955 von Jürgen Jürgens als „Chor am Italienischen Kulturinstitut“ gegründet. Im selben Jahr wurde er auf Anregung des Institutsleiters in „Monteverdi-Chor“ umbenannt, zu einem Zeitpunkt als Claudio Monteverdi ein weitgehend unbekannter Komponist war.
Seit 1961 gehört der Chor zur Akademischen Musikpflege der Universität Hamburg, deren Leitung Jürgen Jürgens als Universitäts-Musikdirektor von 1961 bis 1993 innehatte.
Nach vier Jahren intensiver Aufbauarbeit konnte der Monteverdi-Chor 1959 beim Internationalen Chorwettbewerb in Arezzo (Italien) zum ersten Mal einen 1. Preis gewinnen. 1962 folgte ein weiterer 1. Preis beim Internationalen Chorwettbewerb in Lille (Frankreich). Danach begann für den Chor eine im Bereich der Amateurmusik beispiellose internationale Karriere.
In Zusammenarbeit mit Gustav Leonhardt, Nikolaus Harnoncourt, Frans Brüggen und Eduard Melkus entstanden für das Label Das Alte Werk der Teldec und die Archiv Produktion der Deutschen Grammophon Gesellschaft zahlreiche wegweisende Schallplattenaufnahmen, die mit Preisen ausgezeichnet wurden und den Chor international bekannt machten.
Einladungen zu Musikfestivals im In- und Ausland folgten und führten den Chor in fast alle Länder West- und Ost-Europas, in den Vorderen Orient, in die USA, nach Mittel- und Lateinamerika, Süd-Ost-Asien, China und Australien.
Von 1985 bis 1990 bildeten acht Sängerinnen und Sänger und ihr Pianist die Musikkabarett-Gruppe Montevideo-Swingers.
Nach dem plötzlichen Tod von Jürgen Jürgens im August 1994 übernahm der Leipziger Dirigent und ehemalige Konzertsänger Gothart Stier die künstlerische Leitung des Monteverdi-Chores. Im Oktober 2018 wurde Antonius Adamske zum neuen Chefdirigenten gewählt.

## Repertoire
Das Repertoire des Chores umfasst die gesamte Palette der Chormusik von der Renaissance bis zur Gegenwart.
In seiner Chorarbeit setzt Gothart Stier die Tradition des Monteverdi-Chores fort, dessen Schwerpunkt die A-cappella-Arbeit ist, und hat das Spektrum des Chores in seinem Sinne erweitert. So konnte er auch mit seinen Aufführungen großer klassischer und romantischer Chorsinfonik von Bach bis Verdi in Zusammenarbeit mit dem Philharmonischen Staatsorchester Halle, dem Mitteldeutschen Kammerorchester, dem Neuen Bachischen Collegium Musicum Leipzig und Mitgliedern des Gewandhausorchesters Leipzig, die teilweise auf CD dokumentiert sind, im In- und Ausland Erfolge feiern.

## Konzert-Aktivitäten
In Hamburg ist der Monteverdi-Chor in den Jahren bis zum Leitungswechsel 2018 vergleichsweise wenig präsent gewesen. Umso größer war die Aufmerksamkeit und Anerkennung, die der Chor als kultureller Botschafter Hamburgs bei seinen Gastspielreisen im In- und Ausland erfuhr.
Die bisherigen Höhepunkte der Chorarbeit mit Gothart Stier waren:
- Gastspielreise zum Israel-Festival Jerusalem im Mai 1996,
- Israelische Erstaufführung des Paulus von Mendelssohn im Rahmen des Liturgica-Festivals Jerusalem und des Musica-Sacra-Festivals Nazareth im Januar 1998,
- Aufführung der Canti di Prigionia von Luigi Dallapiccola bei den Händel-Festspielen Halle 1999,
- Konzertreisen nach Mittelamerika im September 1999 und 2001,
- Aufführung der Missa solemnis von Ludwig van Beethoven in der Thomaskirche 1999,
- Konzertreise zum „Tuba Mirum“-Festival der Eremitage (Sankt Petersburg) im Juni 2001,
- Aufführung des Stabat Mater von Domenico Scarlatti im Rahmen der Händel-Festspiele Göttingen 2002
- Eröffnung der Mendelssohn-Festtage Leipzig mit einer Aufführung des Elias in der Thomaskirche am 31. Oktober 2002 zusammen mit dem Gewandhausorchester Leipzig,
- Konzertreise nach China im Oktober 2003,
- Deutschland-Tournee mit Händels Messiah im Dezember 2003,
- Konzertreise ins Baltikum im Herbst 2004,
- Konzertreise zum Israel-Festival anlässlich des 40-jährigen Bestehens der diplomatischen Beziehungen mit Israel im Mai 2005,
- Drei Aufführungen des Paulus von Mendelssohn in der Frauenkirche (Dresden) im März 2006,
- Erstaufführung der Marien-Vesper von Claudio Monteverdi im Februar 2007 in der Thomaskirche,
- Konzertreise zum Shanghai-Festival im März 2008,
- Konzert mit Werken von Bach, Mendelssohn und Reger im Rahmen des Bachfestes Leipzig 2009,
- Drei Aufführungen der Marien-Vesper von Claudio Monteverdi in Berlin, Hamburg und Leipzig,
- Konzertreise zu den Deutschen Kulturtagen nach St. Petersburg im November 2010
- Tournee durch Litauen im Oktober 2011.

Seit der neuen Leitung ab 2018 finden wieder zahlreiche Konzerte in den Hamburger Konzerthäusern Elbphilharmonie und Laeiszhalle sowie dem Michel statt.

## CD-Aufnahmen (Auswahl)
- Heilige Nacht – Deutsche Weihnachtslieder und Motetten. Leitung: Gothart Stier [2000], Ambitus 96 824.
- Felix Mendelssohn Bartholdy: Paulus mit Stephanie Stiller, Christa Bonhoff, Christoph Genz, Siegfried Lorenz, Philharmonisches Staatsorchester Halle, Leitung: Gothart Stier [1998], Ambitus 97942.
- Felix Mendelssohn Bartholdy: Elias mit Stephanie Stiller, Annette Markert, Martin Petzold, Siegfried Lorenz, Philharmonisches Staatsorchester Halle, Leitung: Gothart Stier [1996], Ambitus 97941.
- Max Reger: Orchesterlieder mit Dietrich Fischer-Dieskau, St. Michaelis-Chor, Philharmonisches Staatsorchester Hamburg, Leitung: Gerd Albrecht [1990], Orfeo 209901.
- Kommet, ihr Hirten – Weihnachtliche Chormusik europäischer Völker, Leitung: Jürgen Jürgens [1990], Ambitus 97 856.
- Romantische Chormusik, Leitung: Jürgen Jürgens [1988], Novalis 150032-2.
- Claudio Monteverdi: Vespro della Beata Vergine (Marien-Vesper 1610) mit Barbara Schlick, Ine Kollecker, John Elwes, Wilfried Jochens, Holger Hampel, Christfried Biebrach, Gustav Hehring, Camerata Accademica Hamburg, Leitung: Jürgen Jürgens [1987], Ambitus 383826.
- Marco da Gagliano: La Dafne mit Norma Lerer, Barbara Schlick, Ine Kollecker, Nigel Rogers, Ian Partridge, David Thomas, Berthold Possemeyer, Camerata Accademica Hamburg, Leitung: Jürgen Jürgens [1977], Deutsche Grammophon 437074-2.
- Claudio Monteverdi: L’Orfeo mit Ian Partridge, Nigel Rogers, John Elwes, Camerata Accademia Hamburg, Leitung: Jürgen Jürgens [1974], Deutsche Grammophon 002894428723.
- Henry Purcell: Dido and Aeneas mit Tatiana Troyanos, Barry McDaniel, Sheila Armstrong, Patricia Johnson, Margaret Baker, Margaret Lensky, Paul Esswood, Nigel Rogers, Kammerorchester des NDR, Leitung: Charles Mackerras [1967], Teldec 8573-81141-2.
- Johann Sebastian Bach: Kantate Nr. 198 (Laß, Fürstin, laß noch einen Strahl – Trauerode), Kantate Nr. 158 (Der Friede sei mit dir), Kantate Nr. 27 (Wer weiß, wie nahe mir mein Ende? BWV 27), mit Rotraud Hansmann, Helen Watts, Kurt Equiluz, Max van Egmond, Concerto Amsterdam, Leitung: Jürgen Jürgens [1967], Teldec 4509093687-2.
- Claudio Monteverdi: Vespro della Beata Vergine (Marien-Vesper 1610) mit Rotraud Hansmann, Irmgard Jacobeit, Nigel Rogers, Bert van t’Hoff, Max van Egmond, Concentus Musicus Wien, Leitung: Jürgen Jürgens [1967], Teldec 4509-92175-2.
- Georg Philipp Telemann: Der Tag des Gerichts mit Gertraud Landwehr-Herrmann, Cora Canne-Meijer, Kurt Equiluz, Max van Egmond, Concentus Musicus Wien, Leitung: Nikolaus Harnoncourt [1966], Teldec 9031-77621-2.
- Johann Sebastian Bach: Kantate Nr. 206 (Schleicht, spielende Wellen) mit Irmgard Jacobeit, Wilhelmine Mattès, Tom Brand, Jacques Villisech, Amsterdamer Kammerorchester, Leitung: André Rieu [1962], Teldec 8573-81141-2.

## Auszeichnungen und Preise
- Johannes-Brahms-Medaille der Freien und Hansestadt Hamburg 1976[1]

### Schallplattenpreise
- Grand Prix du Disque Paris: Monteverdi: Marien-Vesper; Telemann: Tag des Gerichts; Monteverdi: L’Orfeo; Scarlatti: Madrigale
- Grand Prix du Disque Bruxelles: Bach: Trauerode
- Prix St. Cecile Belgique: Monteverdi: L’Orfeo
- Preis der Englischen Schallplattenkritik: Monteverdi: Marien-Vesper; Telemann: Tag des Gerichts
- HIFI Schallplatte des Jahres USA: Monteverdi: Marien-Vesper
- Sound and records USA – The years best recordings: Brahms: Geistliche und weltliche Chormusik; Monteverdi: Marien-Vesper; Italienische Chormusik der Gegenwart
- Disco la Plata Argentina: In dulci jubilo

### Wettbewerbspreise
- Concorso Polifonico Internazionale “Guido d’Arezzo”, Arezzo (Italien)
  - 1958: 3. Preis Folklore
  - 1959: 1. Preis Gemischter Chor
  - 1960: 2. Preis Gemischter Chor
  - 1964: 2. Preis Gemischter Chor, 2. Preis Männerchor & 3. Preis Frauenchor
  - 1967: 2. Preis Gemischter Chor
  - 1968: 2. Preis Gemischter Chor & 2. Preis Männerchor
  - 1970: 3. Preis Gemischter Chor
  - 1972: 2. Preis Männerchor & 2. Preis Frauenchor
  - 1977: 1. Preis Gemischter Chor & 3. Preis Folklore
  - 1983: 3. Preis Männerchor
- Béla Bartók-Chorwettbewerb, Debrecen (Ungarn)
  - 1958: 2. Preis Gemischter Chor
  - 1970: 3. Preis Folklore
- Festival International de Chant Chorale, Lille (Frankreich)
  - 1959: 1. Preis Gemischter Chor
- Internationaler Chorwettbewerb, Varna (Bulgarien)
  - 1977: 2. Preis Kammerchor
- Internationaler Rundfunkchor-Wettbewerb, Brünn (CSSR)
  - 1971: 1. Preis für den Sender Freies Berlin
- Internationaler Rundfunk-Wettbewerb Let the Peoples Sing
  - 1976: 1. Preis für den Sender Freies Berlin – Gemischter Chor
  - 1982: 1. Preis für den Sender Freies Berlin – Großer Chor
  - 1986: 1. Preis für den Sender Freies Berlin – Großer Chor & 1. Preis – Männerchor